# Cupa Romaniei U19
La Cupa Romaniei U19 è la coppa di calcio rumena per squadre giovanili.
Si svolge dall'autunno alla primavera ad eliminazione diretta su cinque turni. 
Vi partecipano tutte le 28 squadre della Liga Elitelor U19 più quattro club del campionato inferiore. La vincitrice accede alla Supercupa Romaniei U19.